# Abattoir
Pour les articles homonymes, voir Abattoir (homonymie).
 (décembre 2015).

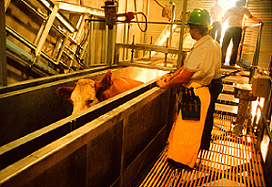
Bovin dans un abattoir industriel.

Un abattoir est un bâtiment dans lequel les animaux d'élevage sont abattus par plusieurs personnes pour l'alimentation humaine dans le cadre de la consommation de produits d'origine animale. À l'international, c'est environ 65 milliards d'animaux qui  y trouvent la mort chaque année.

## Historique des abattoirs en France

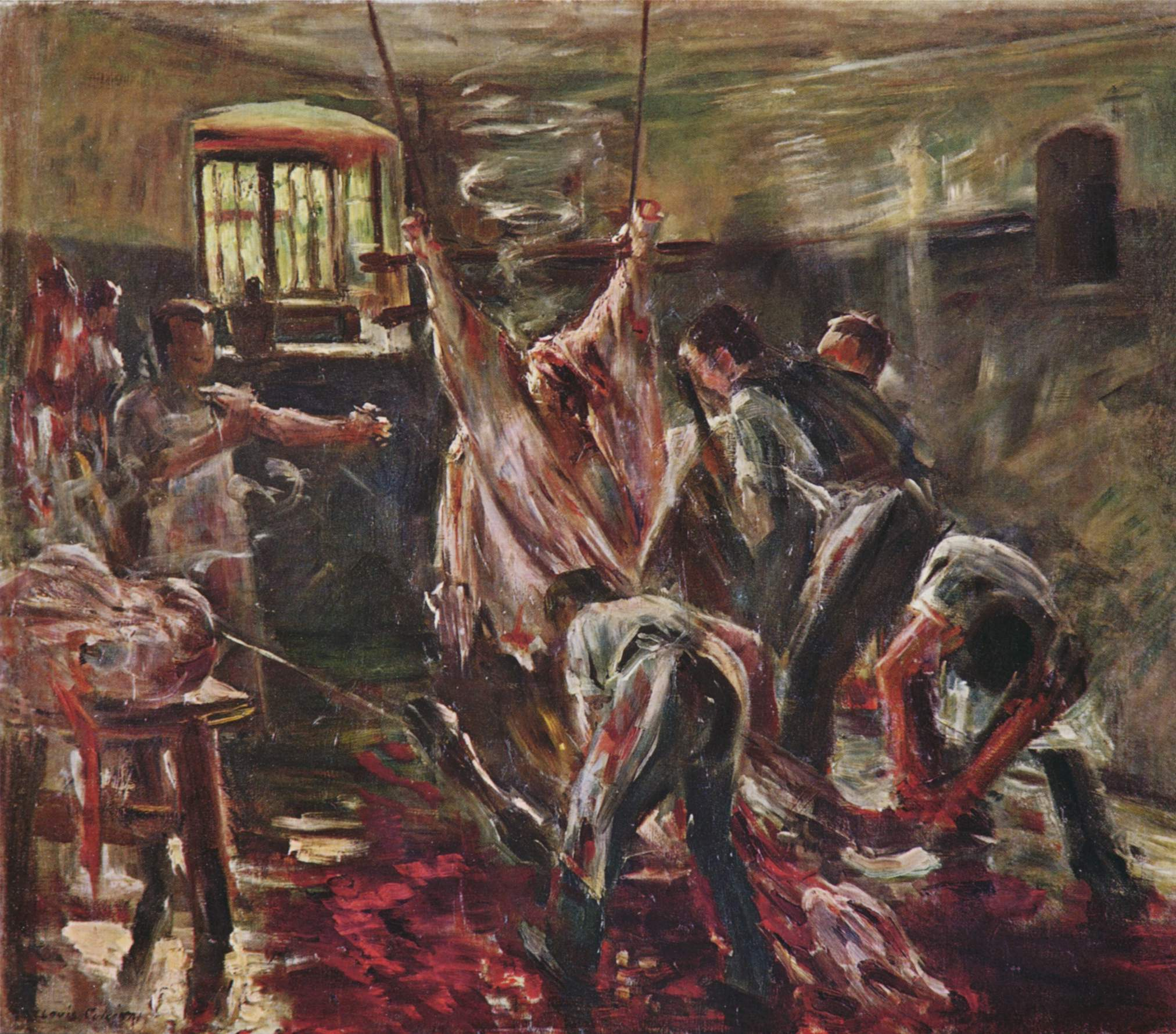
Dépouille d'un bovin dans un abattoir (Lovis Corinth, 1893).

### «Tueries» au Moyen Âge
À Paris, les abattoirs sont créés au XIXe siècle. Auparavant, l'abattage est réglementé par les corporations. La « Grande Boucherie » était l'une des plus puissantes de Paris, et intervint plusieurs fois dans les luttes politiques (cf. Étienne Marcel, révolte des Cabochiens). Elle possédait plusieurs lieux où l'on tuait les animaux, dénommés « tueries ». Installées à l'intérieur de la ville, elles constituaient de véritables cloaques, le sang et une partie des carcasses étant répandus sur les trottoirs, comme en témoignent Louis-Sébastien Mercier ou l'article de Jean Reynaud dans l’Encyclopédie dirigée avec Pierre Leroux). À Paris l'une de ces tueries se trouvait sur le parvis de la cathédrale Notre-Dame de Paris sous le nom de boucherie du Parvis-Notre-Dame.
Cette tuerie fut transférée au XIIIe siècle rive droite, au Grand Châtelet. Quelques établissements monastiques possédaient une tuerie sur leurs terres, c'est le cas du Temple, de Saint-Germain-des-Prés, de la montagne Sainte-Geneviève.
Dans les villes plus petites se trouve soit une unique tuerie, soit plus souvent une rue des Bouchers, ou de la Boucherie, où sont rassemblés les bouchers qui abattent chez eux les animaux.

### De la fin du Moyen Âge à la Révolution
Cependant, les bouchers prirent peu à peu l'habitude d'abattre les bêtes près de leur étal, et ce malgré les efforts des prévôts de Paris pour rassembler les tueries en un seul lieu.
L'abattage se fait soit dans la cour de la boutique, soit dans la rue même, le sang coulant dans la rue (et y stagnant quelquefois), ainsi que le contenu des intestins des animaux.
Dans son Tableau de Paris, en 1783, Louis-Sébastien Mercier décrit ainsi les boucheries : « Le sang ruisselle dans les rues, il se caille sous vos pieds et vos souliers en sont rougis. En passant vous êtes tout-à-coup frappé de mugissements plaintifs. Un jeune bœuf est terrassé et, la tête est liée avec des cordes contre la terre. Une lourde massue lui brise le crâne, un large couteau lui fait au gosier une plaie profonde. Son sang fume et coule à gros bouillon… Quelquefois le bœuf étourdi du coup et non terrassé, s'échappe, fuyant ses bourreaux et frappe tous ceux qu'il rencontre, il répand la terreur et l'on fuit devant l'animal… ».

### Création des abattoirs parisiens

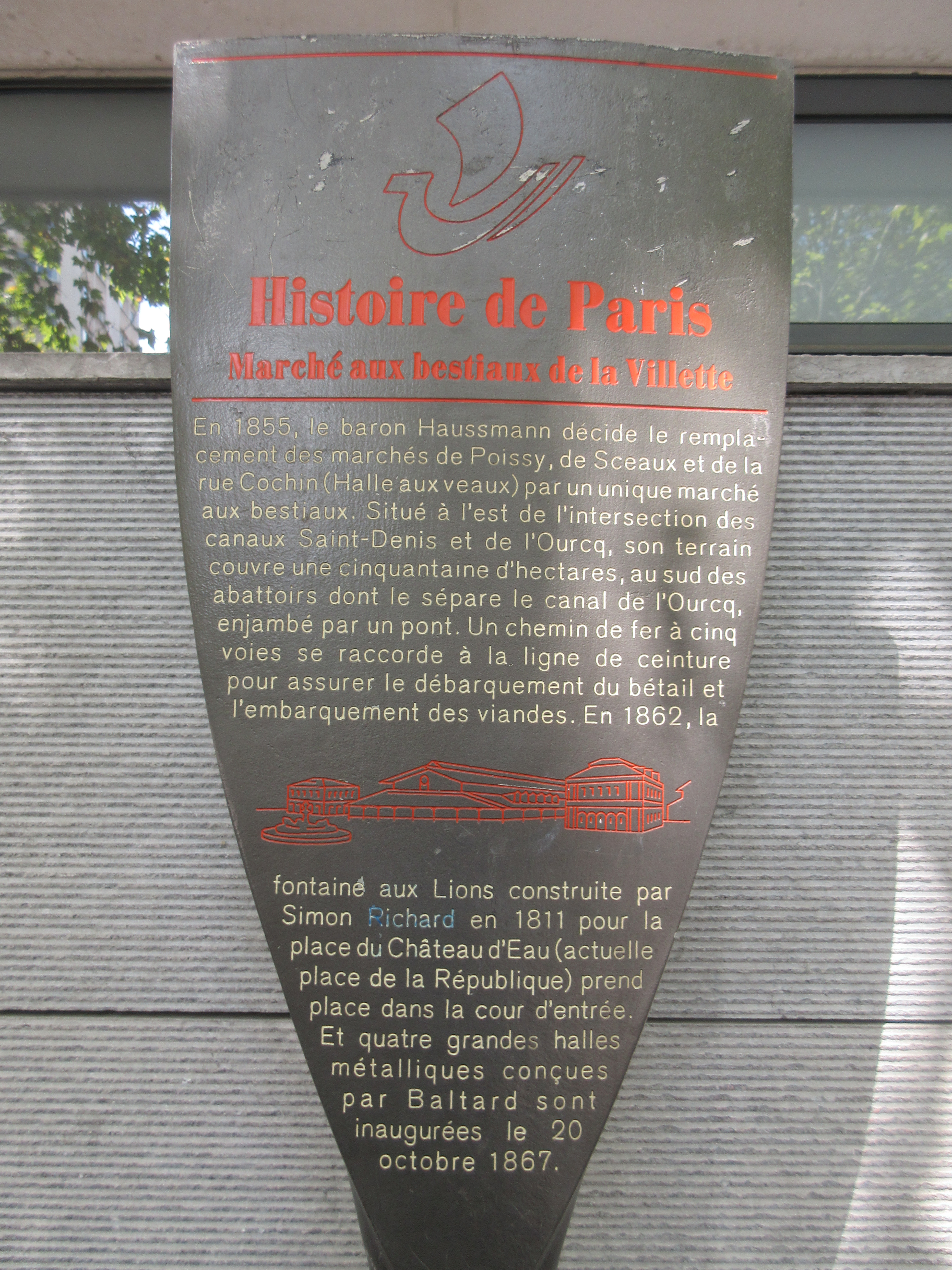
Panneau Histoire de Paris « Marché aux bestiaux de La Villette ».

La création des abattoirs parisiens est décidée par un décret du 13 novembre 1806 : Napoléon décide de créer cinq tueries : trois sur la rive droite de la Seine et deux sur la rive gauche. La boucherie parisienne refusant de les construire à ses frais, c'est le ministère de l'Intérieur dirigé par Emmanuel Crétet qui en assume la charge, et en reçoit les profits (il était prévu que les revenus des abattoirs financés par les bouchers leur reviendraient). Commencés le 25 mars 1810, ils sont terminés en 1818 : à partir du 15 septembre de cette année, il est interdit de conduire les bestiaux à l'intérieur de Paris.
Les cinq abattoirs étaient :
- abattoirs du Roule, avec 32 échaudoirs, construits par Louis François Petit-Radel, ils étaient situés rue de Miromesnil, entre la rue de Laborde et la rue de la Bienfaisance ;
- abattoirs de Villejuif, avec 32 échaudoirs ;
- abattoirs de Grenelle, avec 48 échaudoirs ;
- abattoirs de Ménilmontant, avec 64 échaudoirs ;
- abattoirs de Montmartre, avec 64 échaudoirs.

Ces cinq grands abattoirs et d'autres plus petits sont remplacés par l'abattoir général de la Villette le 1er janvier 1867.
Les abattoirs sont classés comme établissements insalubres de première classe (décret de 1810, ordonnance de 1838), et ne peuvent être ouverts sans autorisation administrative (ordonnance 1845, décret de 1866). La création d'un abattoir sur une commune entraîne l'interdiction des tueries sur son territoire, sans indemnités. L'abattage des porcs demeure exceptionnellement autorisé au domicile des particuliers, dans un lieu clos, et séparé de la voie publique.
Le refus des inspections n'est d'ailleurs pas le fait des seuls bouchers malhonnêtes : beaucoup contestent les décisions des inspecteurs présents aux abattoirs, peu soutenus par les municipalités (qui ont tendance à suivre l'avis des bouchers plus que celui des vétérinaires), car ils pensent connaître leur affaire, et ignorent les découvertes pasteuriennes.
Les municipalités ne changent d'attitude qu'après la loi du 8 janvier 1905, autorisant le prélèvement d'une taxe par les communes, et celle de 1890, autorisant les abattoirs intercommunaux. Les abattoirs de Vaugirard (actuel parc Georges-Brassens) ouvrent ainsi au tournant du XXe siècle et fonctionnent jusqu'à la fin des années 1970.
Le décret du 16 avril 1964, promulgué entre autres à la suite d'une campagne menée par Jacqueline Gilardoni, fondatrice en 1961 de l'Œuvre d’assistance aux bêtes d’abattoirs, contraint à ce que les animaux, au moment d'être saignés, soient totalement inertes. Seul le pistolet d'abattage et l'anesthésie par électricité ou le gaz sont autorisés, le merlin, notamment, étant désormais interdit. Trois dérogations sont données pour l'abattage rituel (halal et casher), pour l'abattage fermier et pour l'abattage d'extrême urgence.

## Raisons de la création
Les motivations de cette création relèvent de plusieurs ordres :
1. éloignement d'une vision cruelle ;
2. problème d'environnement (pollution visuelle et olfactive) ;
3. nécessité d'obtenir une viande saine pour des raisons de santé publique.

Cette dernière raison, la principale, a dans un premier temps des effets pervers. La création d'abattoirs entraîne la création de tueries en périphérie des villes, où les bêtes peu saines sont tuées, et leur viande est ensuite maquillée afin d'être vendue à bas prix en ville comme viande foraine.
L'ensemble de ces raisons conduit à une stricte réglementation de la profession : ainsi, malgré l'abolition des maîtrises et jurandes, l'arrêté consulaire du 8 vendémiaire an XI soumet la profession à autorisation préfectorale, à cautionnement, et limite le nombre de bouchers de chaque département (300 à Paris en 1811, 370 en 1822, 470 en 1825, 400 en 1829 [500 en pratique]). Ces bouchers abattent 843 000 têtes de bétail en 1859.
Le détournement est tel que, lorsque la municipalité de Bucarest décide d'indemniser les propriétaires de bêtes malades, la proportion des bêtes impropres à la consommation présentées aux abattoirs passe de 2 % à 30 %.

## Aménagement

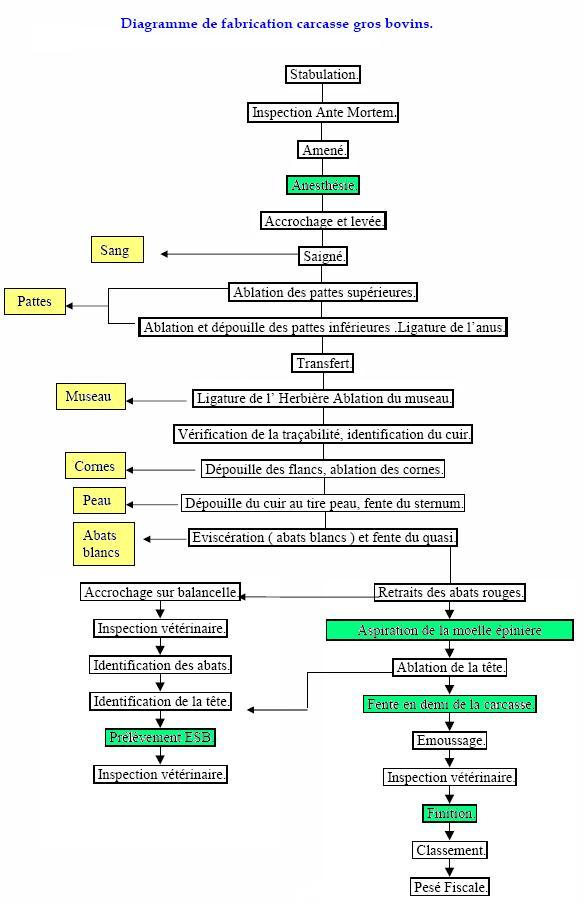
Diagramme de fabrication. En vert : étape comportant un risque d'ESB. En jaune : étape à sous-produits ou déchets

À leur construction, les cinq abattoirs de Paris comptent 90 échaudoirs, nombre ensuite porté à 240. Ce sont de petites cases destinés à l'abattage d'une bête, et reliées à un système d'évacuation. Ils mesurent 5 mètres sur 10, avec une entrée sur cour pour introduire la bête, et une pour évacuer les viandes. Chaque abattoir était pourvu d'une triperie et de fondoirs à suif (graisse animale utilisée pour faire des bougies).
Ensemble, ils occupaient une superficie de 44 000 m2 bâtis, et 120 000 m2 en cours. Les animaux y étaient abattus par les bouchers mêmes.

## Abattage des bovins

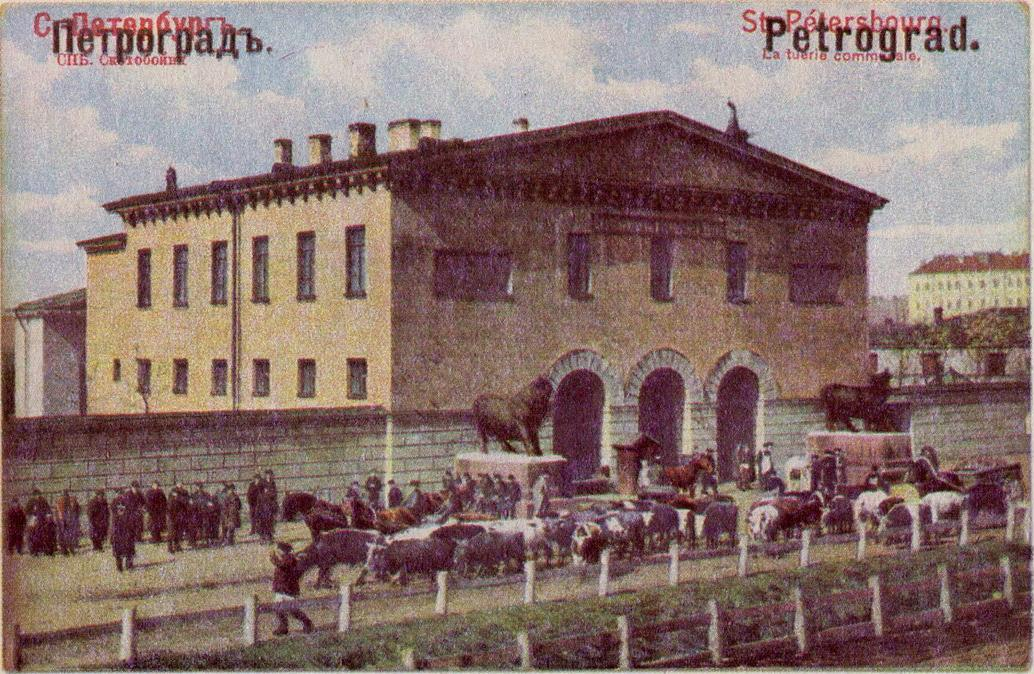
Le bâtiment de tuerie communale de Petrograd en 1913.

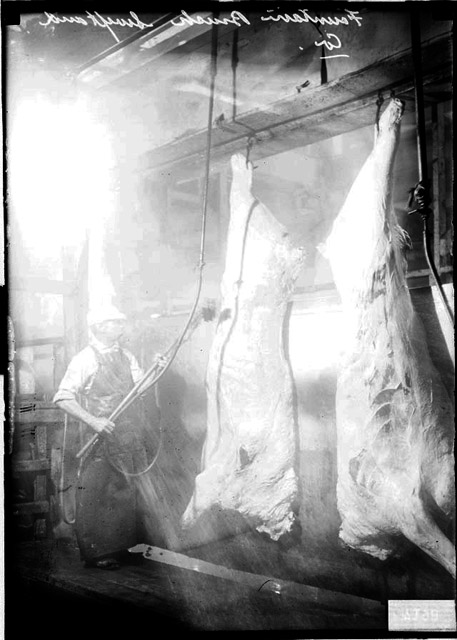
Demi-carcasse de bovin après emmoussage (Union Stock Yards, Chicago, 1909).

De nos jours, le processus suit les étapes suivantes :
1. Réception des animaux : l'abattoir se fournit en animaux sur les marchés à bestiaux ou chez les éleveurs dans leurs fermes, ou bien effectue des prestations pour le compte de clients. Les paysans amènent également les bovins qu'ils consomment, qu'ils cuisinent dans leurs restaurants personnels ou qu'ils vendent directement sur les marchés et à la ferme. Les animaux sont donc transportés à l'abattoir et arrivent dans les bouveries (lieux où ils sont rassemblés). La livraison est alors contrôlée : les transporteurs doivent remettre le Document d'accompagnement du bovin (DAB) de chaque animal, les éventuels certificats de label ou de non-vêlage ainsi que le bon de livraison. Chaque animal est ensuite identifié grâce aux marques auriculaires (les médailles) apposées à la pince par percements des oreilles peu de temps après la naissance par l'agriculteur. Elles consistent en un numéro à dix chiffres, l'Identification pérenne généralisée des bovins (IPG), unique pour chaque bovin. La concordance entre les informations et celles portées sur le DAB doit être parfaite. En cas de non concordance l'animal est mis en consigne jusqu'à obtention des informations manquantes. Dans les cas les plus graves, l'animal peut être euthanasié et saisi par le service vétérinaire. Les animaux sont mis dans une stabulation et les informations sont saisies sur informatique (label, lieu de naissance, éventuellement lieu d'engraissage…). Depuis la mise en vigueur du paquet hygiène le 1er janvier 2006, les éleveurs ont l'obligation (quand ce n'est pas pour de la vente directe) de fournir à l'abattoir les animaux destinés à être commercialisés dans un état propre. Toujours d'un point de vue législatif, les « apporteurs » ont obligation de laver et de désinfecter leurs camions à l'abattoir ;
2. Tuerie : les animaux sont dirigés vers le piège de tuerie. Personnel et animaux n'empruntent jamais les mêmes couloirs pour des raisons de sécurité. Le piège doit permettre l'immobilisation de l'animal ainsi que les saignées rituelles. Le bovin est alors assommé par un coup de pistolet d'abattage (pistolet soit à projectile captif, soit à projectile libre) tiré dans le front, ce qui a pour effet de l'insensibiliser entre le moment de réalisation de la saignée et la fin du processus de destruction du système nerveux conduisant à la mort[5]. La mort est caractérisée par « la disparition irréversible de l’activité cérébrale mise en évidence par la perte des réflexes du tronc cérébral »[6]. Dans ce but, la saignée consiste en une section des artères carotides, ces dernières ne sont ainsi plus en mesure d'alimenter en oxygène le système nerveux central de l'animal ce qui entraîne sa mort. Ce processus est accompagné par des spasmes ainsi qu'une tétanie des muscles à l'ouverture du piège ;
3. Saignée : l'animal libéré est suspendu puis saigné au niveau des artères carotides afin d'évacuer le plus vite possible son sang, grâce aux battements de son cœur. Le sang doit être récupéré dans une cuve spéciale et ne doit pas aller à l'égout. Le sang des volailles est récupéré pour la sanquette. Celui des bovins peut être valorisé par l'industrie alimentaire, à condition que celui des animaux malades ou qui font l'objet d'une saisie ne s'y trouve pas ;
  1. Saignée halal et casher : les abattoirs pratiquant l'abattage rituel doivent posséder un piège rotatif (box d'abattage ou casting pen) qui permet de s'orienter vers La Mecque pour le rituel halal, le rituel casher ne nécessitant pas d'orientation particulière. Le bovin doit avoir la tête bloquée et le cou saillant. L'opérateur déclenche la rotation du piège le long d'un axe horizontal. Le bovin se retrouve donc les pieds en l'air avec la tête dirigée dans la direction voulue. Le sacrificateur rituel (juif ou musulman) place le couteau sous la gorge de l'animal et procède à la saignée sans anesthésie ou étourdissement. Les personnes participant à ces saignées ont généralement reçu un enseignement religieux et pratique. Dans le rite halal (culte musulman), l'animal est dirigé vers La Mecque et il est égorgé. Dans le rite casher (judaïsme), le sacrificateur rituel procède à l'égorgement (shehita) puis à la fouille des poumons et des autres viscères ; une anomalie, aussi infime soit-elle, peut conduire à la disqualification de la carcasse à titre religieux mais n'est pas pour autant consignée ou saisie par les services vétérinaires, véritables garants de la santé publique. Cette viande discréditée peut alors être introduite dans le parcours normal[réf. nécessaire]. La bête est assommée ou étourdie par électronarcose. En Angleterre, 90 % des animaux tués selon le rite halal sont assommés au préalable[7] ;
4. Coupe des pattes antérieures : après la saignée, lorsque l'animal n'a plus de gestes nerveux, il est possible de couper les pattes antérieures, afin de faciliter le passage du pique qui a pour but de retirer le cœur et le foie avec les poumons et la vessie ; l'opération de « division progressive du corps d’un animal en une carcasse et autres parties comestibles et non comestibles » est dénommée habillage ;
5. Traçage du cuir : un opérateur trace avec son couteau la peau pour pouvoir la manipuler, il retire la peau en prenant garde à ne pas salir le muscle avec la peau sale. Il coupe également la patte au niveau du genou. Il ligature le rectum afin que le contenu du système digestif de l'animal ne ressorte pas par cette voie. Un second opérateur, placé face à lui, procède de même avec la seconde patte et retire la mamelle si elle est présente. Une fois les deux pattes dépouillées, les opérateurs suspendent la carcasse sur deux crochets ;
6. Arrachage du cuir : cette étape consiste à enlever la peau de l'animal. Le détail de cette opération varie selon l'abattoir. Un opérateur dépouille légèrement le collier et remonte jusqu'au sternum afin de pouvoir ligaturer l'herbière pour éviter la sortie de contenu gastrique par cette voie. Le ventre de la carcasse est dépouillé pour faciliter l'arrachage du cuir. Grâce à un arracheur, la peau est retirée par traction. La carcasse est parfois mise sous tension électrique pour tétaniser les muscles. Deux opérateurs effectuent cette opération pour éviter des déchirures musculaires à certains endroits fragiles (œillets). La peau est ensuite récupérée pour devenir du cuir ou de la gélatine alimentaire ;

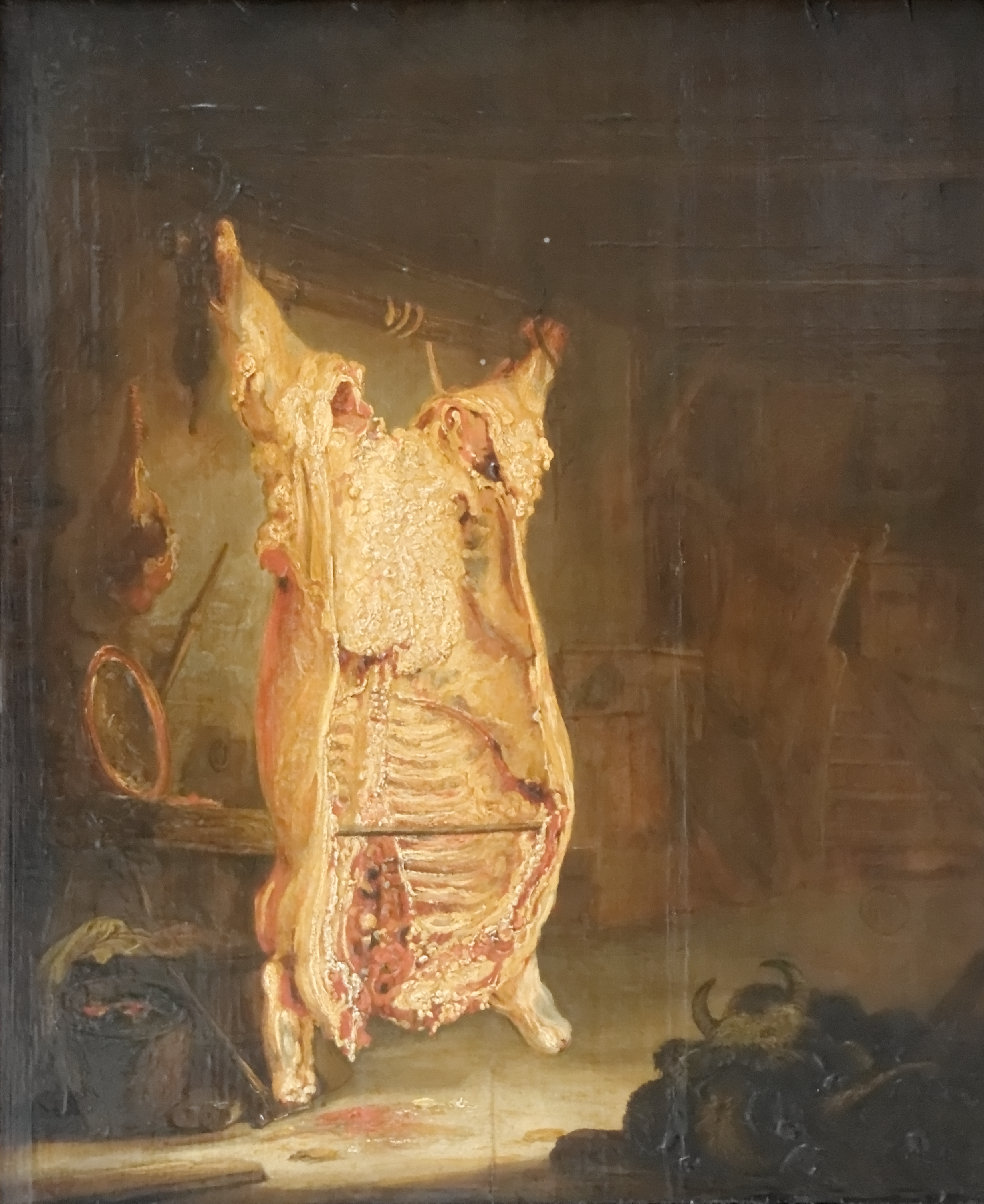
Le bœuf écorché. Rembrandt (vers 1640).

1. Éviscération : cette étape doit commencer au plus tard 45 minutes après l'abattage. Au-delà de ce délai, les intestins deviennent poreux sous l'action d'enzymes. Des micro-organismes qu'ils contiennent peuvent alors en sortir et atteindre les muscles, donc contaminer la carcasse ;
2. Abats blancs : ce sont les tripes, intestins, panses… Ils sont retirés à ce stade. Les intestins de bovin sont détruits car ils sont considérés comme des matériels à risques spécifiés (MRS). Les panses peuvent être valorisées après deux échaudages, le premier les lave du contenu digestif et le second les cuit pour la consommation humaine ou animale ;
3. Abats rouges : ce sont les poumons, le cœur, les reins, la langue, la rate et le foie. Ils sont soumis à une inspection vétérinaire puis vendus pour la consommation humaine ou animale ou bien saisis pour destruction en cas de risque sanitaire (présence de douve dans le foie, animal malade…) ;
4. Démédulation : tout d'abord pour des raisons liées à la présentation commerciale des viandes, et surtout depuis la crise de l'encéphalopathie spongiforme bovine, les carcasses sont démédulées. La moelle épinière est aspirée puis détruite par incinération ;
5. Fente en demi : la carcasse est fendue en deux le long de la colonne vertébrale grâce à une scie pourvue d'une lame ruban sans fin ;
6. Émoussage : cette étape consiste à retirer la graisse (suif) de l'animal. Elle est réglementée pour éviter des abus car certaines pièces ne doivent pas être dégraissées ;
7. Inspection vétérinaire : un agent de la direction départementale des services vétérinaires inspecte la carcasse pour détecter tout problème sanitaire. S'il juge qu'une carcasse présente des lésions, il consigne la carcasse. Un vétérinaire viendra le lendemain inspecter la carcasse et s'il juge que tout ou partie de la carcasse peut poser un problème de santé publique il peut la saisir totalement ou partiellement. Une carcasse est apte à la consommation dès lors qu'elle est estampillée ;
8. Pesée fiscale : la carcasse est pesée, moins d'une heure après la saignée. On soustrait 2 % à cette masse "chaude" pour calculer ce qui sera payé à l'éleveur. La carcasse est ensuite mise en réfrigérateur de ressuage pour faire descendre progressivement, en 10 heures, la température de la carcasse jusqu'à 10 °C, puis en réfrigérateur de stockage pour qu'elle atteigne 4 °C après 24 heures. Si ces conditions ne sont pas respectées un choc thermique dit "cryo-choc" peut se produire (la viande est alors rendue irrémédiablement dure).

### Dépistage des cas d'ESB

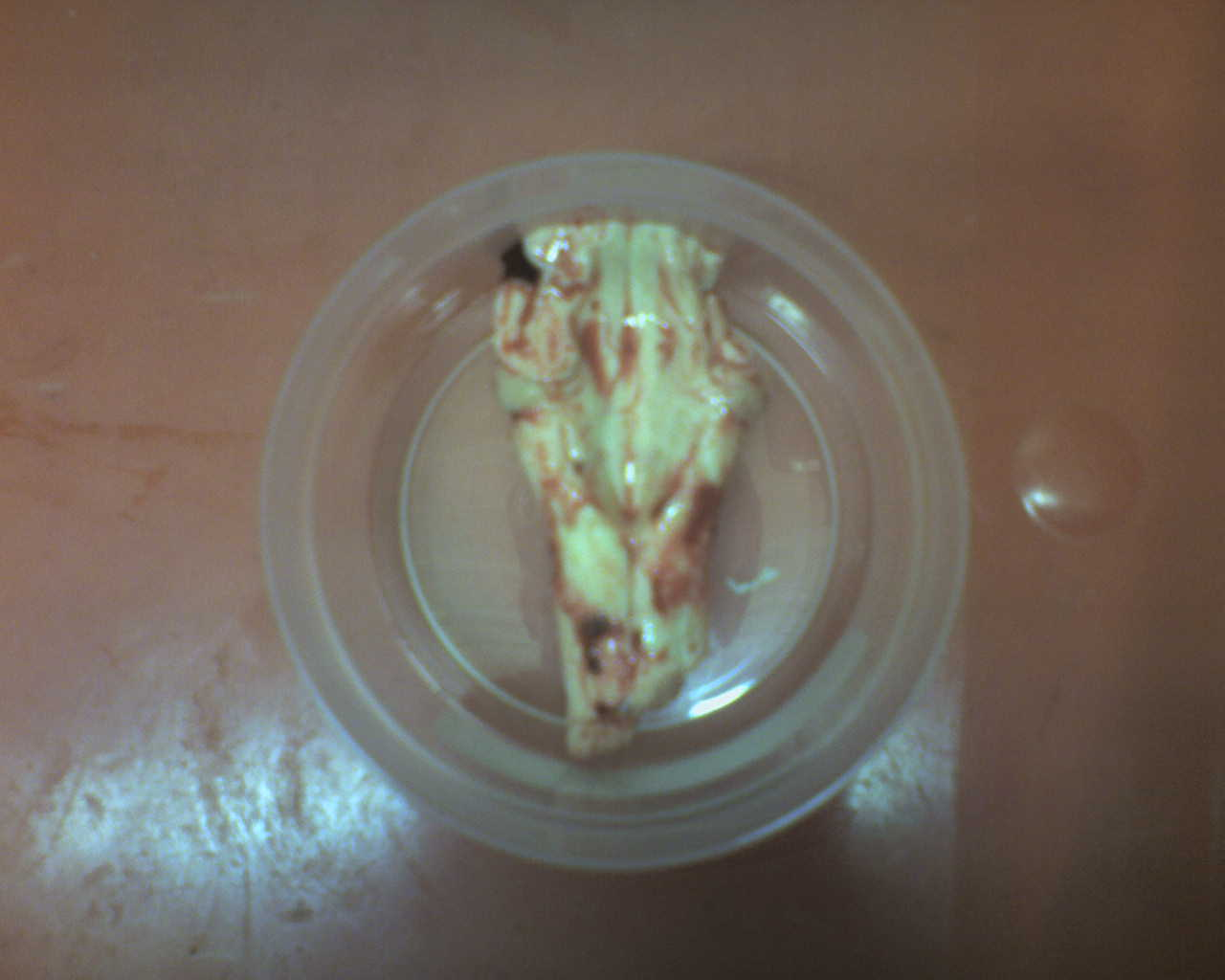
Obex pour le test ESB.

En abattoir bovin, les cas d'encéphalopathie spongiforme bovine (ESB) sont dépistés par l'analyse en laboratoire de l'obex, petit morceau en forme de V du bulbe rachidien caché par le cervelet. Le laboratoire pratique pour cela un test immunologique du type ELISA sur la partie droite du V, qui servira au test rapide.
Une fois les résultats connus, les carcasses probablement contaminées, ainsi que leurs coproduits (abats, suifs, cuir, etc.) par le prion sont écartés du circuit alimentaire humain et animal. Des faux positifs surviennent parfois. En France, un second test de confirmation a lieu à Lyon dans un laboratoire spécialisé, grâce à la partie restante de l'obex. Son résultat n'étant connu qu'après une semaine et les carcasses de bovins ne pouvant rester stockées pour des raisons d'hygiène, elles sont détruites en cas de test rapide positif. Les organes ou matières à risques spécifiés (moelle épinière, intestins, cerveau et yeux) sont détruits. La destruction des carcasses est prise en charge par l'interprofession mais le manque à gagner est important pour l'abattoir (environ 125 € par tonne)[Quand ?].
Les veaux ne font pas l'objet de recherche de l'ESB, cependant certains de leurs organes à risques sont détruits (les intestins).

## Abattage de porcins
Ces abattoirs convertissent les cochons vivants en carcasses de porc destinées à la consommation humaine au travers des étapes suivantes :
1. Réception des animaux : les animaux arrivent dans l'abattoir par bandes d'élevage en porcherie, dès qu’ils pèsent environ 80 kg. Ils ne sont pas mélangés avec les porcs d'autres élevages pour éviter des interactions violentes entre animaux qui ne se connaissent pas donc limiter le stress (les porcs ont une intelligence similaire à celle du chien et sont donc très sensibles au stress). Afin de les calmer, ils sont, sitôt arrivés, aspergés d'eau par un brumisateur. L'apporteur doit fournir l'attestation vétérinaire et un numéro d'élevage tatoué sur les flancs des porcs. Il n'existe pas d'immatriculation individuelle ;
2. Anesthésie : le porc est anesthésié par étouffement au gaz carbonique (CO2) ou par électronarcose. Il se trouve en ce dernier cas dans un appareil de contention appelé restrainer, qui le soutient par les flancs et qui interdit tout contact avec le sol grâce à des rouleaux en V. Un problème subsiste avec le gazage par CO2 car les porcs étant très sensibles à la présence de ce gaz sont pris de panique lors de l'introduction de ce dernier. Les résultats au niveau cardiaque ont montré que le stress semblait être plus important lors de la conduite à l'anesthésie et lors des 40 premières secondes passées dans la nacelle. Par la suite, les battements plus faibles semblent montrer que les porcs sont inconscients. Au niveau comportemental, l'anesthésie se déroule en plusieurs phases pendant lesquelles les réactions des animaux sont assez caractéristiques. Les mouvements de recul, la phase d'inhalation et d'excitation semblent révéler une situation stressante, voire douloureuse pour les porcs. L'effondrement postural et les convulsions, quant à eux, sont des signes de la perte de conscience. Ainsi, lors de l'anesthésie au CO2, la période d'inhalation de gaz, mais également celle de l'excitation des porcs, restent problématiques quant au respect du bien-être animal. Plusieurs abattoirs utilisent l'électronarcose pour rendre les cochons inconscients. Des tenailles électrifiées sont placées de chaque côté de la tête du cochon. Il arrive fréquemment que la tension soit inadéquate, pas assez élevée ou que l'instrument ne soit pas maintenu assez longtemps afin que l'animal soit complètement inconscient au moment de la saignée ;
3. Saignée : le sang du porc est récupéré pour la cuisine du boudin (charcuterie) ou pour des industries de la biologie. Il coule le long d'un trocart, couteau creux relié à un tuyau le versant dans un récipient. Il ne coagule pas grâce à un batteur ou par adjonction d'un anticoagulant tel que l'EDTA. Chaque animal en fournit ainsi environ 4 litres ;
4. Échaudage : cette étape consiste à plonger ou à doucher les carcasses avec de l'eau à 62 °C pour éliminer plus facilement les poils lors de l'épilage. Si la température est mal maîtrisée, la peau se déchire (eau trop chaude) ou des poils resteront après l'épilage (eau trop froide) ;
5. Épilage : l'élimination des poils se fait mécaniquement grâce à des racleurs qui frappent la carcasse ;
6. Flambage/grattage/finition : le flambage élimine les poils résiduels. Certains abattoirs ne pratiquent pas d'échaudage et d'épilage mais procèdent à un flambage intégral de la carcasse, qui est alors stérile mais devient marron, ce qui n'est pas du goût de tous les clients. Le grattage et la finition éliminent les résidus ;
7. Éviscération : une fente du quasi et de l'abdomen est pratiquée pour retirer les abats blancs puis une fente du sternum permet de retirer les abats rouges. Ils sont conservés pour l'inspection vétérinaire ;
8. Fente en demi : par rapport aux bovins, cette opération est automatisée car la morphologie des porcs est plus homogène ;
9. Pesée fiscale : la carcasse est soumise au contrôle vétérinaire puis pesée. Un appareil (le fat o meter) mesure le TMP (taux de muscle des pièces) qui exprime la proportion de graisse. La valeur de la carcasse dépend de la différence de cette valeur avec la norme (56 %), le moins gras (donc avec le TMP le plus élevé) étant le plus rentable pécuniairement parlant (Bensehaila a., 1989). Ce fait a entraîné, ces dernières années, la disparition de races de cochons multicentenaires généralement les plus rustiques.

## Abattage de volailles
Les étapes sont les suivantes :
1. Réception des animaux : les animaux sont enlevés la nuit chez les éleveurs, pour limiter le stress provoqué, et arrivent dans des cagettes. Les oiseaux sont maintenus dans l'obscurité et les opérateurs travaillent sous un rayonnement ultraviolet. Les volailles sont accrochées par leurs pattes ;
2. Anesthésie : elle est obligatoire sauf pour le gibier d'élevage et peut être pratiquée par électrocution (65 mA pendant 4 secondes) dans l'eau ou électronarcose pendant un temps inférieur à 10 secondes, ou bien, pour les seules petites volailles, par asphyxie par le CO2, méthode appelée abattage par atmosphère contrôlée. Le gibier d'élevage comme les cailles peut être tué par caisson à vide, sans anesthésie :
3. Saignée : elle se fait mécaniquement par une incision au cou qui n'atteint pas la trachée. Après passage dans un tunnel de saignée 50 % du sang est éliminé ;
4. Échaudage : la volaille est aspergée ou immergée dans de l'eau à 52 °C pour faciliter la plumaison. Cette étape ne concerne pas canards et oies dont les plumes sont imperméables. L'échaudage est maintenant effectué pour les canards à 70 °C, certains échaudoirs sont équipés de bulleurs qui permettent de mieux pénétrer le plumage ;
5. Plumaison : une plumeuse mécanique enlève le plus gros des plumes puis une plumeuse de finition retire le duvet. Pour les animaux qui ne peuvent être échaudés, la plumaison se fait à la main. Les plumes sont récupérées pour les oreillers ;
6. Finition à la cire : pour enlever toute trace de plume, les carcasses sont immergées dans de la cire chaude puis, une fois refroidies, décortiquées à la main. La cire peut être recyclée une fois qu'elle est séparée des plumes par réchauffement jusqu'à liquéfaction et par filtrage des résidus solides ;
7. Éviscération : les pattes et la tête sont coupées, la carcasse est fendue au niveau du cloaque et les abats retirés. Le foie, le cœur et les gésiers sont remis après éviscération ;
8. Ressuage : la carcasse est stockée à 4 °C pendant 2 heures.

## Abattage d'ovins et de caprins
Le type d'abattage que l'on nomme l'abattage d'ovins et de caprins doit se faire dans un abattoir agréé, car la viande est destinée à être commercialisée. Le ministre prend alors soin de spécifier quels sont les animaux qui peuvent être abattus par ces abattoirs, au sein de l’agrément octroyé à cet abattoir.
Il existe donc un règlement général qui stipule que les ovins et les caprins doivent dans tous les cas être abattus dans un abattoir agréé. En revanche, il y a des exceptions, qui permettent alors d'effectuer certains abattages dans un lieu différent :
- si un abattage avec égorgement ou saignée doit être fait d'urgence, il peut se faire hors abattoir ;
- si un particulier veut effectuer un abattage, cela peut également s'effectuer en dehors de l'abattoir.

## Critiques et opposition politique

### Critique portant sur les droits des animaux
Les véganes, les végétariens, les antispécistes et les activistes pour les droits des animaux critiquent l'existence des abattoirs, qu'ils voient comme une institution injuste et superflue.
Ces critiques s'expriment la plupart du temps par des manifestations, comme lors de la Marche pour la fermeture des abattoirs, une manifestation annuelle d'envergure internationale, mais aussi par différents types d'actions, comme des infiltrationsou des blocages.

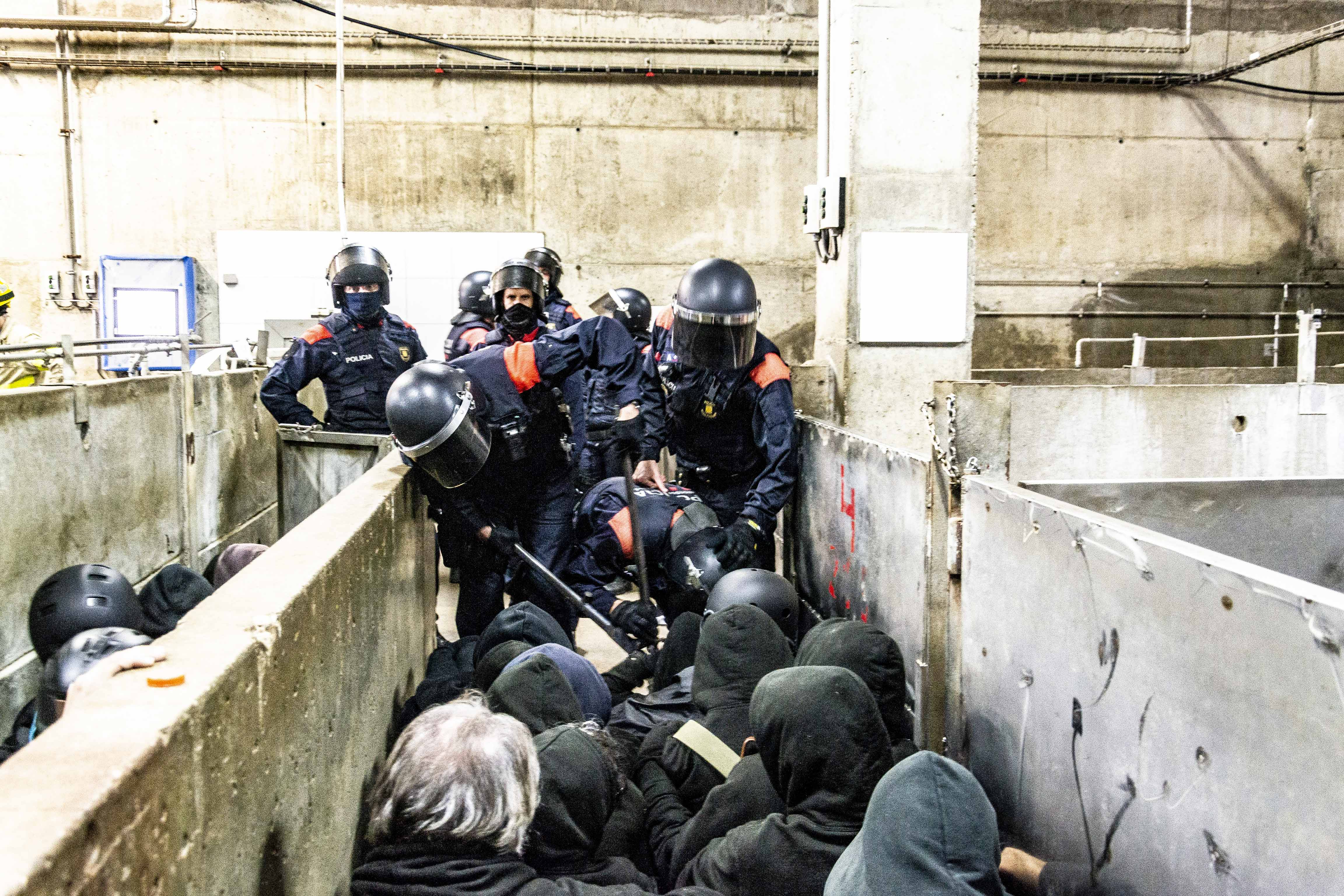
Blocage d'un abattoir en Espagne par le collectif 269 libération animale.

La FAO indique que plus de 65 milliards d'animaux terrestres sont abattus chaque année dans le monde, soit plus de dix par habitant (dans un registre de tailles qui va du poulet au bœuf).
En France, certains partis politiques, comme le Parti animaliste, demandent l'obligation d'installer des caméras de contrôle ainsi que l'interdiction du gazage au CO2.
De nombreux scandales ont émergé ces dernières années, notamment à la suite d'enquêtes de l'association L214. Ils ont révélé des affaires de maltraitances, vidéos à l'appui, dans plusieurs abattoirs français dont certains ne respectent pas la réglementation.
Plusieurs anciens employés d'abattoirs ont dénoncé les mauvaises conditions relatives au bien-être animal dans les abattoirs,.
Le 23 août 2022, le gouvernement espagnol annonce que les abattoirs devront installer des systèmes de vidéosurveillance d'ici une année pour les grands abattoirs et deux ans pour les petits abattoirs, pour s’assurer que les animaux n’y sont pas maltraités avant leur mise à mort. La mesure a été approuvée lors du Conseil des ministres, sous forme d’un décret-loi, ce qui aura pour effet d’accélérer sa présentation au Parlement et son approbation par celui-ci. Il s'agirait là d'une première dans l'Union européenne. L’Espagne rejoindrait ainsi l’Angleterre, l’Écosse et Israël, qui auraient déjà mis en place un pareil système.
En mai 2023, à la suite d'une enquête de l'association L214 dans un abattoir, l’État français est condamné pour « faute dans l’insuffisance de ses contrôles de la réglementation relative à la protection animale ».

### Critique portant sur les conditions de travail
Certains abattoirs sont parfois la cible des éleveurs, qui leur reprochent une situation de monopole, permettant à ces derniers de baisser leur rémunération.
Le documentaire Entrée du personnel réalisé par Manuela Frésil, en 2011 met en lumière les conditions de travail des ouvriers dans les abattoirs : gestes répétitifs, troubles musculo-squelettiques définitifs, etc. « Ces douleurs les suivent une fois le travail fini et les empêchent de dormir la nuit, quand ce ne sont pas des cauchemars qui viennent troubler leur sommeil. Car ce n’est pas n’importe quel travail d’usine que d’abattre ou de couper à la chaîne des êtres vivants. Un des hommes évoque la cadence de tuerie qui l’a fortement choqué à son arrivée. Un autre, licencié depuis plus de deux ans, confie qu’il se réveille en sursaut toutes les nuits : « Il y a toujours une bête qui me court après. Je ne sais pas pourquoi, c’est toujours de la vivante que l’on rêve, jamais de la carcasse ». Pour d’autres, au contraire, l’activité dans l’usine aura fini par les rendre insensibles à la mort, au sang, aux carcasses, car on s’habitue à tout quand on n’a pas le choix ».
Les ouvriers sont poussés par des raisons économiques ou des responsabilités familiales et pensent d’abord que cet emploi n’est que temporaire.
D'après un représentant syndical, « Beaucoup de salariés n'arrivent pas jusqu'à la retraite en bon état. Déjà à 45-50 ans, on a des salariés qui partent en licenciement pour inaptitude ».
En Allemagne, dès janvier 2021, les contrats de sous-traitance, qui ne permettaient pas de contrôles sanitaires probants, sont interdits dans l’industrie de la viande en Allemagne. Ces contrats de sous-traitance consistaient à faire appel à de la main-d'œuvre venue d’Europe de l’Est, embauchée par des entreprises de ces pays, puis détachée en Allemagne via des contrats de prestation. Sur les 200 000 personnes travaillant dans l’industrie de la viande en Allemagne, entre 50 % et 80 % avaient des contrats de sous-traitance. Les nouvelles normes interdisent également des contrats d’intérim dans les abattoirs. Selon le ministre fédéral du travail Hubertus Heil, l'ancien système « organisait l’irresponsabilité ».

## Abattoirs en littérature
- Upton Sinclair, La jungle (1906)
- Beat Sterchi (de), La Vache (roman) (de) (1983)[23]
- Joël Egloff, L'Étourdissement (2005)
- Claude Izner, Le Talisman de la Villette (2006)
- Joy Sorman, Comme une bête (2012)
- Timothée Demeillers, Jusqu'à la bête (2017)
- Geoffrey Le Guilcher, Steak machine (2017)
- Errol Henrot, Les liens du sang (2017)
- Joseph Ponthus, À la ligne (2019)

## Abattoirs au cinéma
Les abattoirs au cinéma,, après avoir été surtout le cadre de scènes d'horreur, relèvent désormais plutôt du cinéma documentaire :
- Georges Franju (1912-1987), Le Sang des bêtes (1948, 21')
- Tobe Hooper (1943-2017), Massacre à la tronçonneuse (1974)
- Lino Brocka (1939-1991), Insiang (1976)
- Charles Burnett (1944(), Killer of Sheep (1977)
- Tsui Hark (1950-), Histoire de cannibales (1980)
- Russell Mulcahy (1953-), Razorback (1984)
- Rick Roessler[26], Slaughterhouse, l'Abattoir de l'angoisse (1987)
- Delphine Gleize (1973-), Carnages (2002)
- Richard Linklater (1960-), Fast Food Nation (2006)
- Gabriel Serra Argüello (de) (1984-), The Reaper (de) (2013, La Parka, 29')
- Hassen Ferhani (1986-), Dans ma tête, un rond-point[27] (2015, Algérie)
- Maud Alpi (1980-), Gorge cœur ventre (2016)
- Anne-Sophie Reinhardt[28], Les Damnés, des ouvriers en abattoirs, documentaire, 65', 2021 ; Les Damnés - récits d'ouvriers en abattoir, 2020, 66'[29]